# Stefan Whilde
Stefan Bertil Whilde, född Celitsa 23 december 1966 i Malmö, är en svensk författare och homeopat. Han debuterade 1999. Whilde frilansar sedan 2001 som litteraturkritiker och kolumnist. Han har skrivit flera böcker om homeopati och medverkar regelbundet på bloggen Dagens homeopati. Wilde har även uppmärksammats för att sprida myter och konspirationsteorier om vaccin.